# Конфедерация труда России
Конфедера́ция труда́ Росси́и (КТР) — общероссийское профсоюзное объединение. По численности членов занимает второе место в России после Федерации независимых профсоюзов России. Конфедерация труда России известна активным использованием различных методов для борьбы за права работников — как мягких (заявления в суды, обращения, переговоры с работодателем), так и жестких (митинги, акции протеста). В отличие от другого объединения российских профсоюзов (ФНПР) Конфедерация труда России гораздо чаще сталкивается с уголовным преследованием своих активистов и не является союзницей партии «Единая Россия».

## Краткая история

Предыдущий логотип объединения

### Учреждение и деятельность
Конфедерация была учреждена 12 апреля 1995 года. В создании КТР принимали участие различные профсоюзы — Российский профсоюз докеров, Федерация профсоюзов авиадиспетчеров, Ассоциация летного состава, Российский профсоюз локомотивных бригад железнодорожников, Независимый профсоюз горняков России, Российский профсоюз моряков и другие. В дальнейшем к КТР присоединились ряд других профсоюзов. Объединение профсоюзов России «Соцпроф» также принимало участие в создании КТР, но не вошло в его состав. Летом 1995 года НПГР вышел из состава КТР и вместе с «Соцпрофом» принял участие в учредительном съезде Всероссийской конфедерации труда (ВКТ).
КТР с середины 1990-х годов является полноправным членом Российской трехсторонней комиссии (РТК) со стороны профсоюзов, участвуя в реализации механизмов социального партнерства на федеральном уровне. В рамках работы комиссии регулярно заключаются Генеральные соглашения между общероссийскими объединениями профсоюзов, общероссийскими объединениями работодателей и Правительством Российской Федерации. Последнее Генеральное соглашение было подписано 29 января 2011 года на период 2011—2013 годов. В апреле 2000 года было подписано Соглашение о взаимодействии КТР и Федеральной инспекции труда Министерства труда и социального развития России по осуществлению контроля над соблюдением законодательства о труде и охране труда в организациях и на предприятиях, где работают члены профорганизаций КТР.
В 2001 году КТР совместно с Межрегиональным объединением рабочих профсоюзов «Защита труда» и Объединением профсоюзов России «Соцпроф» участвовала в кампании против принятия нового Кодекса законов о труде (КЗОТ), поддержанного Правительством России и Федерацией независимых профсоюзов России (ФНПР). По мнению КТР, «Защиты труда» и «Соцпрофа», согласованный Правительством и ФНПР вариант КЗОТа запрещает забастовки, ограничивает права профсоюзов и фактически вводит неограниченную рабочую неделю. Они поддерживали вариант КЗОТ, разработанный одним из лидеров профсоюза «Защита труда» Олегом Шеиным.

### Объединение профсоюзов в 2008—2011 годах
КТР поддерживала также близкие партнерские отношения со Всероссийской конфедерацией труда. В феврале 2000 года ВКТ и КТР создали Координационный совет, целью которого объявлялось создание правовой, идеологической и организационной базы для объединения двух организаций в единый общероссийский профцентр. В середине 2000-х годов ВКТ и КТР запустили совместное издание общероссийскую «Объединенную профсоюзную газету».
Процесс непосредственного объединения ВКТ и КТР был запущен в 2008 году. В ноябре 2008 года состоялся шестой съезд ВКТ, а в апреле 2009 года седьмой съезд КТР, которые приняли решения о необходимости объединения ВКТ и КТР в единый профсоюзный центр. 16 июля 2009 года президент ВКТ Борис Кравченко и президент КТР Игорь Ковальчук подписали договор об объединении двух профсоюзных федераций.
23 апреля 2010 года состоялось заседание Совета КТР, на котором было принято решение принять ВКТ в состав КТР. Президент ВКТ Борис Кравченко был назначен на должность Генерального секретаря КТР. Затем, 15 мая того же года, прошел седьмой внеочередной съезд ВКТ, на котором было принято решение о прекращении деятельности профсоюзного объединения и вхождении в состав Конфедерации труда России.
19 июля 2010 года было подписано Соглашение о сотрудничестве между КТР и Федерацией профсоюзов России (ФПР). Как заявляли представители обоих профсоюзных федераций, конечной целью Соглашения является объединение КТР и ФПР в единое общероссийское объединение профсоюзов. Кроме того, отдельно решение о необходимости объединения с КТР было принято 18 сентября 2010 года на съезде Межрегионального объединения рабочих профсоюзов «Защита труда», которое является составной частью Федерации профсоюзов России.
27 мая 2011 года состоялся внеочередной объединительный съезд КТР. Прошедший съезд подытожил объединение в рамках конфедерации свободных профсоюзов и профсоюзных объединений России. Как заявлено на сайте конфедерации, «результатом работы съезда должно стать создание мощного профобъединения, в отличие от официозных профсоюзов структуры ФНПР реально независимого, как от работодателей, так от государства и „партии власти“».
На съезде было избрано новое руководство КТР. Президентом КТР стал бывший глава Всероссийской конфедерации труда Борис Кравченко, генеральным секретарем — лидер Федерации профсоюзов России и Федерального профсоюза авиадиспетчеров России Сергей Ковалёв, председателем Совета — председатель Российского профсоюза моряков Игорь Павлов. Также избран Совет КТР, в который вошли представители самых крупных входящих в конфедерацию профсоюзов, в том числе Алексей Этманов от Межрегионального профсоюза работников автопрома и Олег Шеин от объединения рабочих профсоюзов «Защита труда».

## Международные связи
КТР является членской организацией и соучредителем Международной конфедерации профсоюзов (МКП). Членские организации КТР входят в состав Международной федерации транспортных рабочих (ITF), Международного союза пищевиков (IUF), Глобального союза IndustriALL, Глобального союза UNI.

## Структура КТР
Согласно Уставу, принятому на съезде в 2015 году, высшим органом КТР является съезд. На съезде избираются президент, генеральный секретарь, председатель Совета, председатель Исполнительного комитета, персональный состав Совета и Ревизионной комиссии. Высшим органом, действующим между съездами, является Совет КТР, который, в частности, избирает вице-президентов.

### Съезды
- Учредительный первый — 12 апреля 1995 года
- Внеочередной второй — 4 августа 1995 года
- Третий — 25 апреля 1998 года
- Четвертый — 17 декабря 1999 года
- Пятый — 5 марта 2003 года
- Шестой — 12 апреля 2006 года
- Седьмой — 19 апреля 2009 года
- Внеочередной восьмой (объединительный) — 27 мая 2011 года
- Девятый — 21 мая 2015 года
- Десятый — 18 мая 2019 года
- Одиннадцатый — 13 мая 2023 года

### Президенты
- 1995—1997 годы — Виктор Некрасов
- 1997—1998 годы — Владимир Конусенко
- 1998—1999 годы — Владимир Шаров
- 1999—2009 годы — Александр Шепель
- 2009—2011 годы — Игорь Ковальчук
- С 2011 года — Борис Кравченко

### Генеральные секретари
- 2010—2011 годы — Борис Кравченко (должность введена в 2010 году)
- С 2011 года — Сергей Ковалев

### Председатель Совета
- С 2011 года — Игорь Павлов (должность введена в 2011 году)

### Председатель Исполнительного комитета
- С 2015 года — Игорь Ковальчук (должность введена в 2015 году)

## Методы деятельности
Анализ содержания сайтов трех профсоюзных объединений России (ФНПР, КТР и Соцпрофа) за период с августа 2014 года по февраль 2015 года показал, что Конфедерация труда России по своим целям и методам больше двух других соответствовала понятию классического профсоюза. КТР использовала не только переговоры и заявления, но также суды с работодателем, митинги и акции протеста. В отличие от ФНПР Конфедерация труда России не только сообщала об арестах своих активистов, но и требовала их освобождения (зачастую вместе с прекращением уголовного преследования). Все это приводит к тому, что Конфедерация труда России чаще сталкивалась с преследованиями своих активистов.